# Xian de Jia (Shaanxi)
Pour les articles homonymes, voir Jia (homonymie).

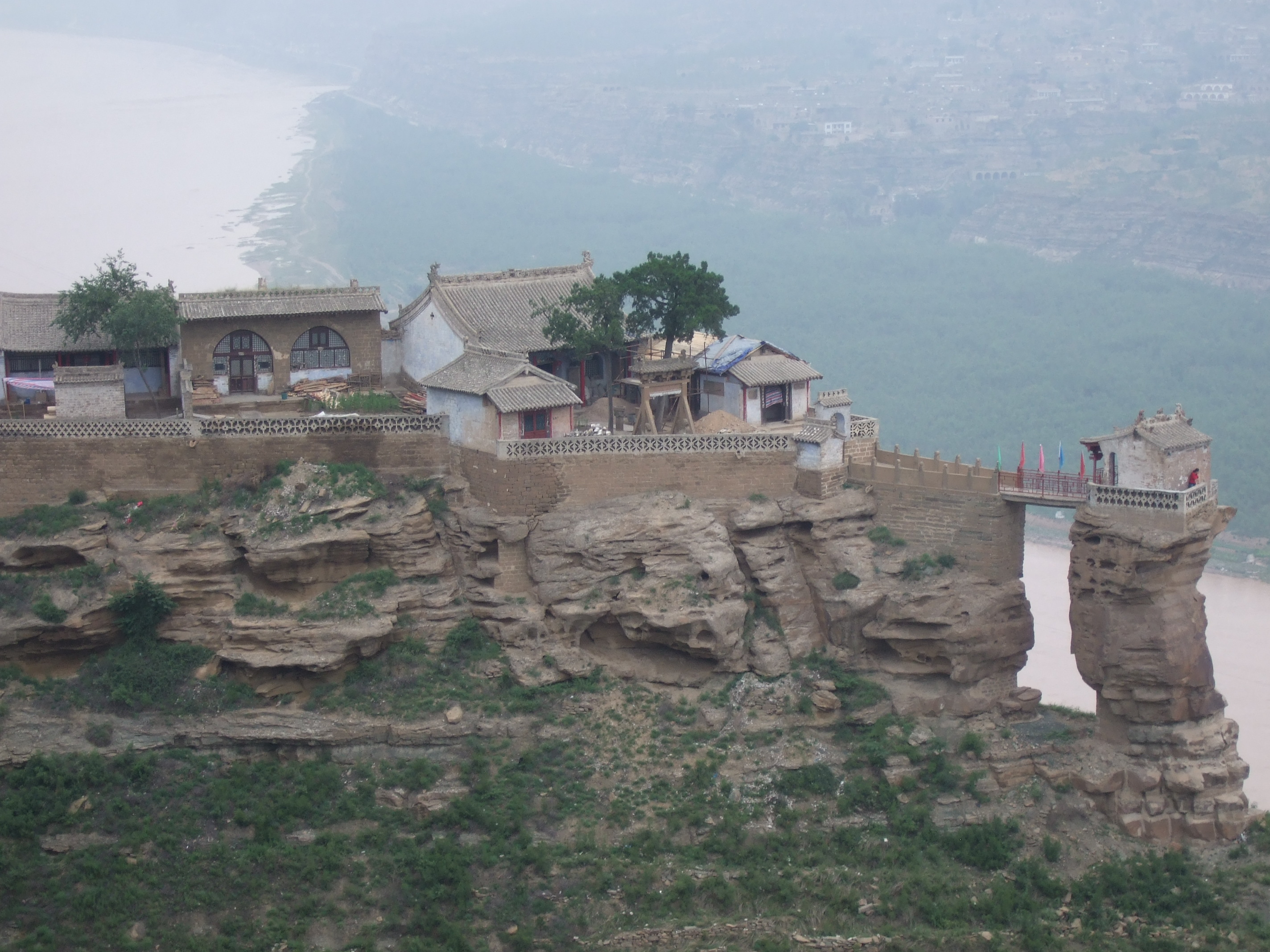
Temple taoïste au-dessus du fleuve Jaune

Le xian de Jia (佳县 ; pinyin : Jiā Xiàn) est un district administratif de la province du Shaanxi en Chine. Il est placé sous la juridiction de la ville-préfecture de Yulin.

## Démographie
La population du district était de 236 824 habitants en 1999.